# Panzerschreck

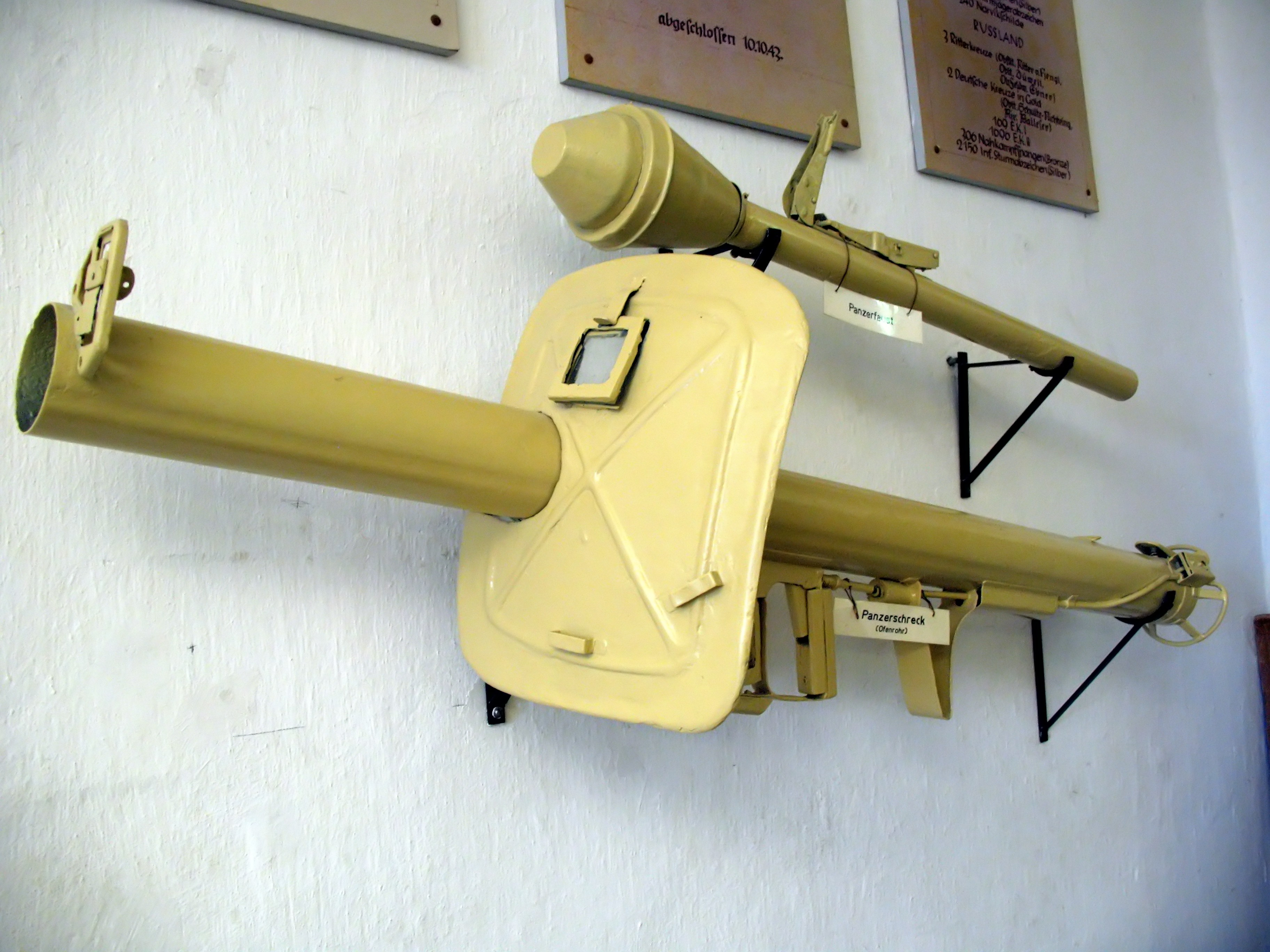

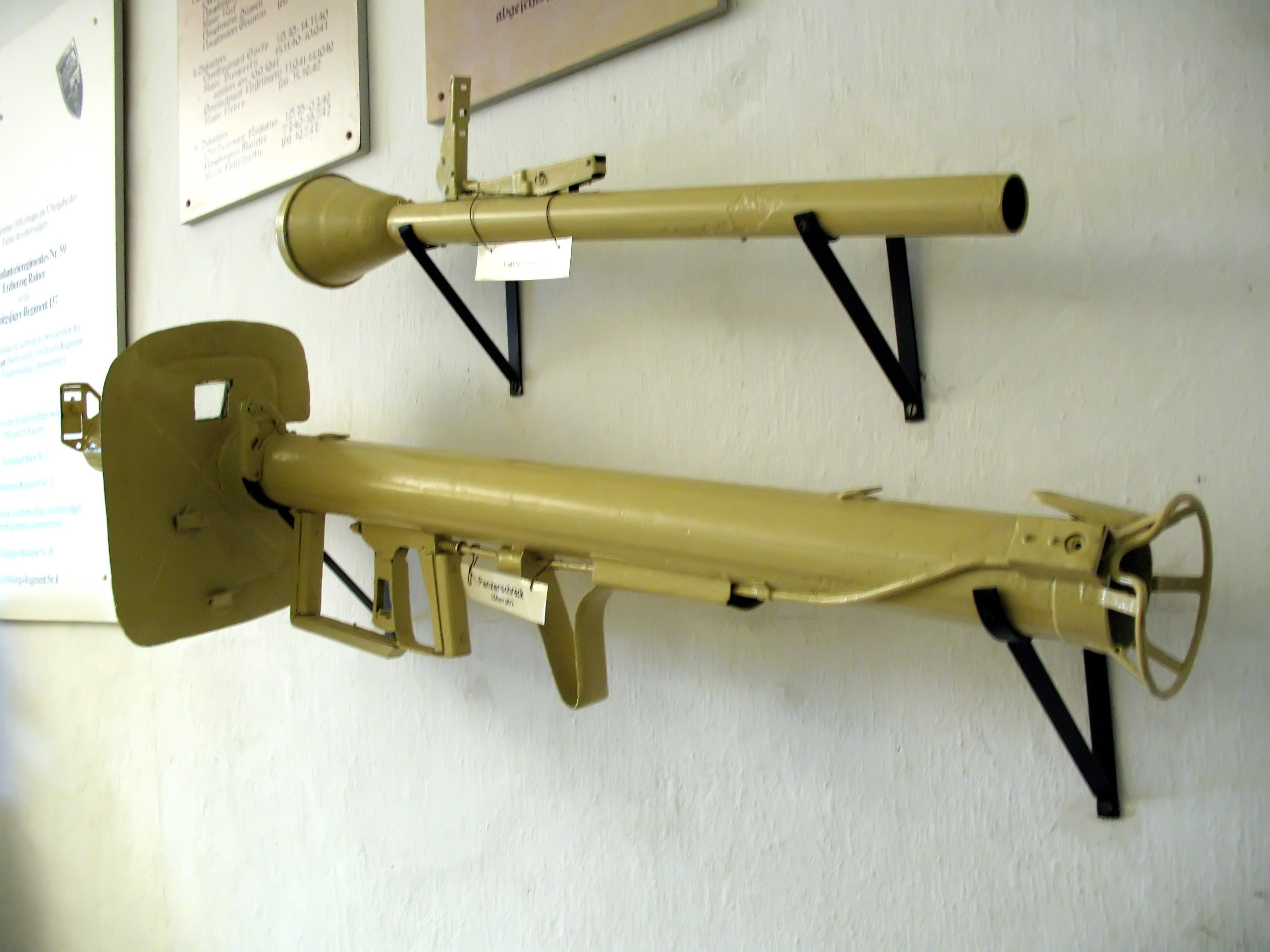

De Duitse Panzerschreck of Raketenpanzerbüchse (RPzB) was een Duits antitankwapen gebaseerd op de Amerikaanse Bazooka. Dit wapen (Panzerschreck) werd in een team toegevoegd aan een peloton. Dit team bestond uit drie man. Ondanks de naam, Panzerbüchse betekent "antitankgeweer", was dit géén geweer, maar een draagbare raketwerper.
De Panzerschreck was een poging uit 1943 de Amerikaanse bazooka te verbeteren: het wapen had een kaliber van 88 mm en een doorslagvermogen van 200 mm met een effectief bereik van 150 meter. Hierdoor was het wel zwaarder met een lengte van 164 cm en een gewicht van 9,25 kilo en moest een niveau hoger als pelotonswapen ingezet worden; het sectiewapen was de Panzerfaust.
De naam was een ironische verwijzing naar de oorspronkelijke betekenis van het woord Panzerschreck: het verschijnsel dat infanterie door schrik voor tanks bevangen werd en in paniek op de vlucht sloeg. Door dit nieuwe wapen moesten de rollen dus omgekeerd worden.
De Amerikanen zouden als reactie op de Panzerschreck weer de Superbazooka ontwikkelen, een wapen met gelijksoortige prestaties.

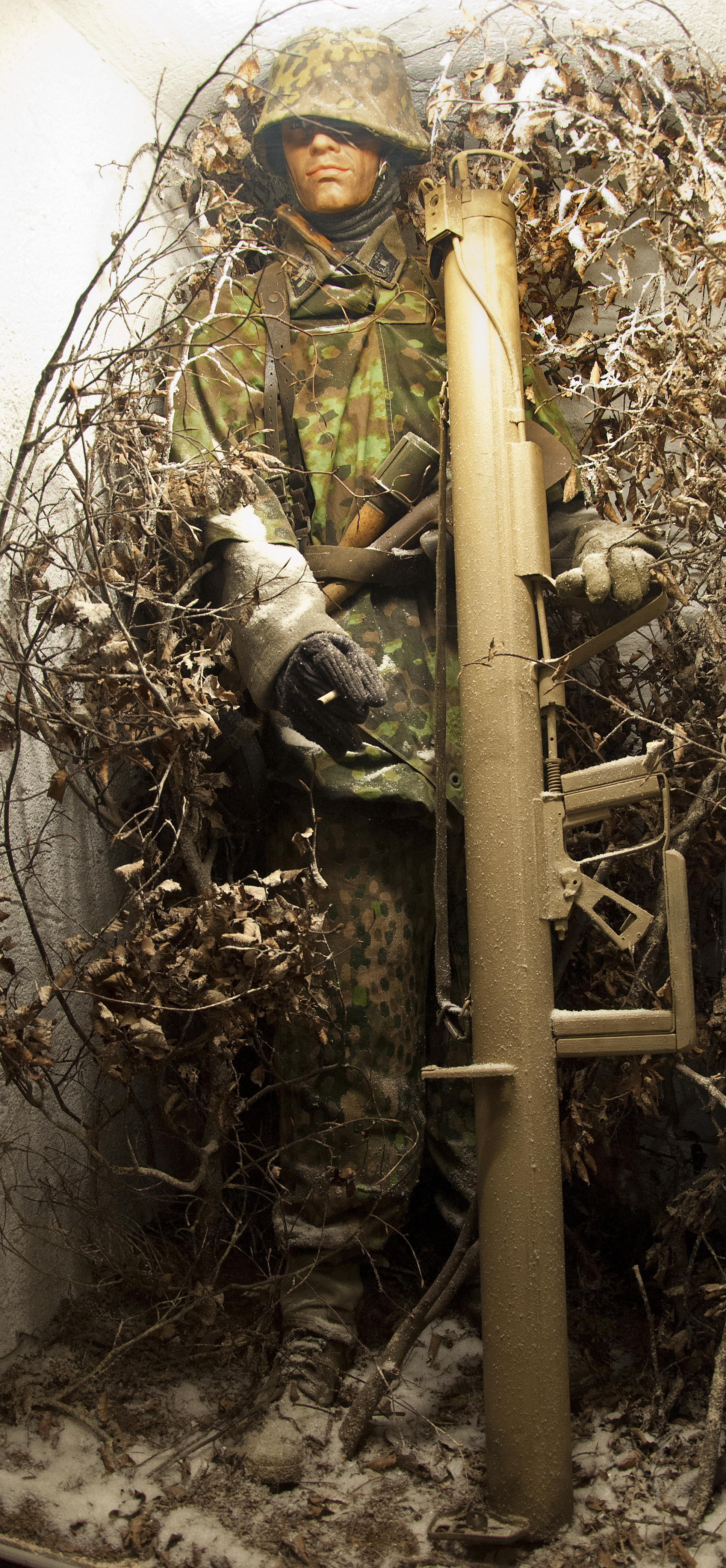
Een Unterscharführer van de Waffen-SS met een Panzerschreck in het Nationales Militärgeschichtliches Museum te Diekirch